# Hvězdárna Vyškov
Hvězdárna Vyškov je hvězdárna nacházející se v sousedství areálu Dinoparku v Marchanicích severovýchodně od centra Vyškova na jihu Moravy.
Hvězdárna slouží především k popularizaci astronomie a příbuzných věd. Na hvězdárně také probíhají odborná pozorování v rámci výuky astrofyziky na Masarykově univerzitě. Hlavním přístrojem je 508mm zrcadlový dalekohled od firmy Orion Optics. Jde o dalekohled newtonova typu se světelnosti f/4.0 na německé montáži Paramount II.